# جون أولسن (رسام أسترالي)
جون أولسن (بالإنجليزية: John Olsen)‏ هو رسام أسترالي، ولد في 21 يناير 1928 في نيوكاسل في أستراليا.